# El Progreso Hidalgo
El Progreso Hidalgo är en ort i Mexiko.   Den ligger i kommunen Villa Guerrero och delstaten Mexiko, i den sydöstra delen av landet, 80 km sydväst om huvudstaden Mexico City. El Progreso Hidalgo ligger 1 716 meter över havet och antalet invånare är 1 010.
Terrängen runt El Progreso Hidalgo är kuperad. Runt El Progreso Hidalgo är det ganska tätbefolkat, med 120 invånare per kvadratkilometer. Närmaste större samhälle är Ixtapan de la Sal, 6,6 km väster om El Progreso Hidalgo. I omgivningarna runt El Progreso Hidalgo växer huvudsakligen savannskog.